# Колва (приток на Вишера)
Колва (на руски: Колва) е река в Пермски край на Русия, Десен приток на Вишера (ляв приток на Кама, ляв приток на Волга). Дължина 460 km. Площ на водосборния басейн 13 500 km².

## Извор, течение, устие
Река Колва води началото си от западния склон на Северен Урал (югоизточния склон на масива Колвински Камен), на 402 m н.в., в крайната североизточна част на Пермски край. Генералното ѝ направление е на югозапад, като в горното течение тече на юг, северозапад и запад, в средното – на югозапад, а в долното – на юг. В горното течение долината ѝ е тясна, със стръмни брегове, а коритото ѝ е с ширина 8 – 10 m. В средното течение ширината ѝ достига до 20 m, а в долното течение е типична равнинна река със спокойно и мудно течение, с изобилие от меандри и старици (изоставено речно корито) и ширина до 75 m. Влива се отдясно в река Вишера (ляв приток на Кама, ляв приток на Волга), при нейния 34 km, на 114 m н.в., на 4 km югоизточно от град Чердин.

## Водосборен басейн, притоци
Водосборният басейн на Колва обхваща площ от 13 500 km², което представлява 43,27% от водосборния басейн на река Вишера. На запад водосборният басейн на река Колва граничи с водосборния басейн на река Пилва (ляв приток на Кама), на северозапад – с водосборния басейн на река Вичегда (десен приток на Северна Двина), на север – с водосборния басейн на река Печора, а на изток и юг – с водосборните басейни на други по-малки десни притоци на Вишера.
Река Колва получава 39 притока с дължина над 10 km, като най-големите са: леви – Берьозовая (208 km), Ухтим (51 km), Низва (71 km), Чудова (51 km); десни – Вишерка (75 km), Вижаиха (94 km), Бубил (60 km), Лизовка (52 km).

## Хидроложки показатели
Колва има смесено подхранване с преобладаване на снежното с ясно изразено пролетно пълноводие в края на април и началото на май и зимно маловодие. Характерно явление през лятото са честите прииждания на реката в резултат на поройни дъждове във водосборния ѝ басейн. Среден годишен отток при село Камгорт 160 m³/s, максимален 767 m³/s, минимален 1,87 m³/s. Заледява се в началото на ноември, а се размразява в края на април или началото на май.

## Стопанско значение, селища
По време на пълноводие Колва е плавателна за плиткогазещи съдове на 200 – 250 km от устието си. По течението ѝ са разположени около десетина населени места, в т.ч. град Чердин и селището от градски тип Нироб.